# Megumi Sakata
Megumi Sakata (født 18. oktober 1971) er en tidligere japansk fodboldspiller. Hun har tidligere spillet for Japans kvindefodboldlandshold.

## Japans fodboldlandshold
| Japans landshold | Japans landshold | Japans landshold |
| År               | Kmp              | Mål              |
| ---------------- | ---------------- | ---------------- |
| 1989             | 1                | 0                |
| 1990             | 2                | 0                |
| 1991             | 3                | 0                |
| 1992             | 0                | 0                |
| 1993             | 1                | 0                |
| 1994             | 1                | 0                |
| 1995             | 1                | 0                |
| 1996             | 1                | 0                |
| Total            | 10               | 0                |